# Hasan Dere
Hasan Dere (* 4. Dezember 1984 in Istanbul, Türkei) ist ein türkischer Schauspieler und Musicaldarsteller.
Dere wurde durch seine Rolle Kiste in der Kinder- und Jugendserie fabrixx bekannt. Des Weiteren war er in den Fernsehproduktionen Mein erster Freund, Mutter und ich und Ein Fall für B.A.R.Z. zu sehen. Seit Folge 1 am 20. April 2009 spielt er in der Daily-Soap Eine für alle die Nebenrolle des Ercan. Seit Folge 21 wird er im Abspann der Serie aufgeführt.

## Filmografie (Auswahl)
- 2002: fabrixx (in 100 Folgen)
- 2003: Meine Mutter, mein erster Freund und ich
- 2005: Ein Fall für B.A.R.Z.
- 2008: NoRMAhl II (AT)
- 2009: Eine für alle

## Theater und Musical (Auswahl)
- 2002: That’s Life, Württembergische Landesbühne, Regie: R. Peter
- 2006: Klasse der Besten, Akademietheater Ulm, Regie: A. Lintermanns
- 2006: Fräulein Danzer, Akademietheater Ulm, Regie: V. Engelmann
- 2006–2007: Frühlingserwachen, Theater Ulm, Regie: A. von Studnitz
- 2007: Die schmutzigen Hände, Akademietheater Ulm, Regie: S. Eiferer
- 2007: Romeo und Julia, Akademietheater Ulm, Regie: T. Bock
- 2008: Ein Sommernachtstraum, Stadt Esslingen: F. Beck
- 2008: Der Prozess, Akademietheater Ulm, Regie: Chr. M Bock